# サンフランシスコ交響楽団
サンフランシスコ交響楽団（サンフランシスコこうきょうがくだん、San Francisco Symphony）は、アメリカ合衆国カリフォルニア州サンフランシスコを拠点とするオーケストラ。

## 概要
1911年に最初の演奏会を行なった。国内外で定期的に演奏旅行を行い、その演奏は、多くのラジオ局によって毎週のように放送されている。録音の歴史も長く、ピエール・モントゥー指揮のRCAへの録音、小澤征爾とエド・デ・ワールトのフィリップスへの録音、ヘルベルト・ブロムシュテットのデッカへの録音、マイケル・ティルソン・トーマスのBMGへの録音は著名である。また、自主レーベルSFS Mediaも設立された。附属のサンフランシスコ交響合唱団は1973年に設立され、1981年にはユース・オーケストラ（サンフランシスコ青年交響楽団）も併設された。
1999年には、メタリカのライヴ・アルバムに共演し、グラミー賞ロック部門最優秀器楽パフォーマンス賞に輝いた。
定期公演は、1980年以降、デービス・シンフォニーホールで行われている。1992年には音響改修工事が行われた。収容人数は2743人。

## 歴代指揮者・音楽監督等
- ヘンリー・ハドリー（1911年 - 1915年）
- アルフレッド・ヘルツ（1915年 - 1930年）
- ベイジル・キャメロンとイサイ・ドブローウェン（1930年 - 1934年）
- ピエール・モントゥー（1935年 - 1954年）
- エンリケ・ホルダ（1954年 - 1963年）
- ヨーゼフ・クリップス（1963年 - 1970年）
- 小澤征爾（1970年 - 1977年）
- エド・デ・ワールト（1977年 - 1985年）
- ヘルベルト・ブロムシュテット（1985年 - 1995年） 現在は桂冠指揮者
- マイケル・ティルソン＝トーマス（1995年 - 2020年）[1] 現在は桂冠音楽監督
- エサ＝ペッカ・サロネン（2020年 - ）[2] 音楽監督

## 歴代コンサートマスター
- エドゥアルド・タック（1911年 - 1912年）
- アドルフ・ローゼンベッカー（1912年 - 1915年）
- ルイス・パーシンガー（1915年 - 1925年）
- アレグザンダー・サスラフスキ
- ミシェル・ピアストロ（1925年 - 1931年）
- ネイサン・アバス（1931年 - 1932年）
- ナオウム・ブリンダー（1932年 - 1957年）
- フランク・ハウザー（1957年 - 1964年）
- ジェイコブ・クラチマルニック（1964年 - 1970年）
- スチュワート・キャニン（1970年 - 1980年）
- レイモンド・コブラー（1980年 - 1998年）
- アレグザンダー・ブランシック（2001年 - ）

## 参照事項
- Schneider, David (1983). The San Francisco Symphony: Music, Maestros, and Musicians, Presidio Press.